# نيل سايكس
نيل سايكس (بالإنجليزية: Neil Sykes)‏ هو لاعب كرة قدم بريطاني في مركز الوسط، ولد في 17 ديسمبر 1974 في دونكاستر في المملكة المتحدة. لعب مع شيفيلد وينزداي ونادي أوكلاند سيتي.

## وصلات خارجية
- نيل سايكس على موقع الاتحاد الدولي (مؤرشف)  (الإنجليزية)
- نيل سايكس على موقع قاعدة بيانات كرة القدم.إي يو (الإنجليزية)
- نيل سايكس على موقع Soccerway.com (الإنجليزية)